# Globalne ocieplenie – wielkie oszustwo
Ten artykuł opisuje teorie, metody lub czynności niezgodne ze współczesną wiedzą naukową.
Globalne ocieplenie – wielkie oszustwo (ang. The Great Global Warming Swindle) – brytyjski film dokumentalny w reżyserii Martina Durkina. Film przedstawia argumenty przeciwko konsensusowi naukowemu na temat antropogenicznego wpływu na klimat Ziemi, zwłaszcza wzrostu stężenia dwutlenku węgla w atmosferze.
Film trwa 74 minuty i został wyemitowany po raz pierwszy 8 marca 2007 przez brytyjską stację telewizyjną Channel 4. Tytuł filmu odnosi się do innego filmu dokumentalnego o brytyjskim zespole punk rockowym Sex Pistols zatytułowanego The Great Rock ‘n’ Roll Swindle.
Film spotkał się z krytyką wielu organizacji naukowych i indywidualnych naukowców, wliczając dwóch naukowców wypowiadających się w filmie.

## Punkt widzenia
Film opiera się na przesłance, że obecny stan wiedzy na temat zmian klimatu jest problematyczny i że naukowcy oraz media mają zbyt wiele do stracenia, aby w sposób uczciwy dyskutować i badać zmiany klimatu. Film zaprzecza, że zmiany klimatu wywołane są działalnością ludzi i twierdzi, że zgodność naukowców związana jest z finansowym wsparciem badań, uważanych za niezwykle ważne. Krytykowane są też zachodnie ruchy ekologiczne, które zdaniem autorów propagują energię słoneczną lub wiatrową zamiast paliw kopalnych (węgiel czy ropa naftowa), przyczyniając się do zacofania przemysłowego w Afryce.
W filmie wykorzystano wywiady z Patrickiem Moore’em, założycielem ruchu Greenpeace; Richardem Lindzenem, profesorem meteorologii w Massachusetts Institute of Technology; Patrickiem Michaelsem, profesorem nauk o otoczeniu w University of Virginia; Nigelem Carderem, byłym edytorem czasopisma New Scientist; Johnem Christy, profesorem i dyrektorem Earth System Science Center w Uniwersytecie w Alabamie; Paulem Reiterem z Instytutu Pasteura, oraz Carlem Wunschem, profesorem oceanografii w Massachusetts Institute of Technology.

## Argumenty za i przeciw

### Dane dotyczące dwutlenku węgla

Porównanie wykresów prezentowanych w filmie z danymi z NASA GISS

- Poglądy wyrażone w filmie. Dane dotyczące dwutlenku węgla (CO2) od 1940 roku pokazują jego wzrost, ale w tym czasie średnia temperatura Ziemi zmniejszyła się do roku 1975 i zaczęła wzrastać dopiero od 1975 roku.
- Reakcje na poglądy wyrażone filmie. Okazało się, już po emisji programu, że dane były oparte na wynikach sprzed 20 lat i Durkin zgodził się na zmianę rysunku, na którym lata były nieprawidłowo oznaczone. W kolejnych emisjach programu rysunek został poprawiony, tak że dane które uprzednio kończyły się na 1988 roku kończą się obecnie na roku 2000.

### Pomiary temperatury na powierzchni i w atmosferze

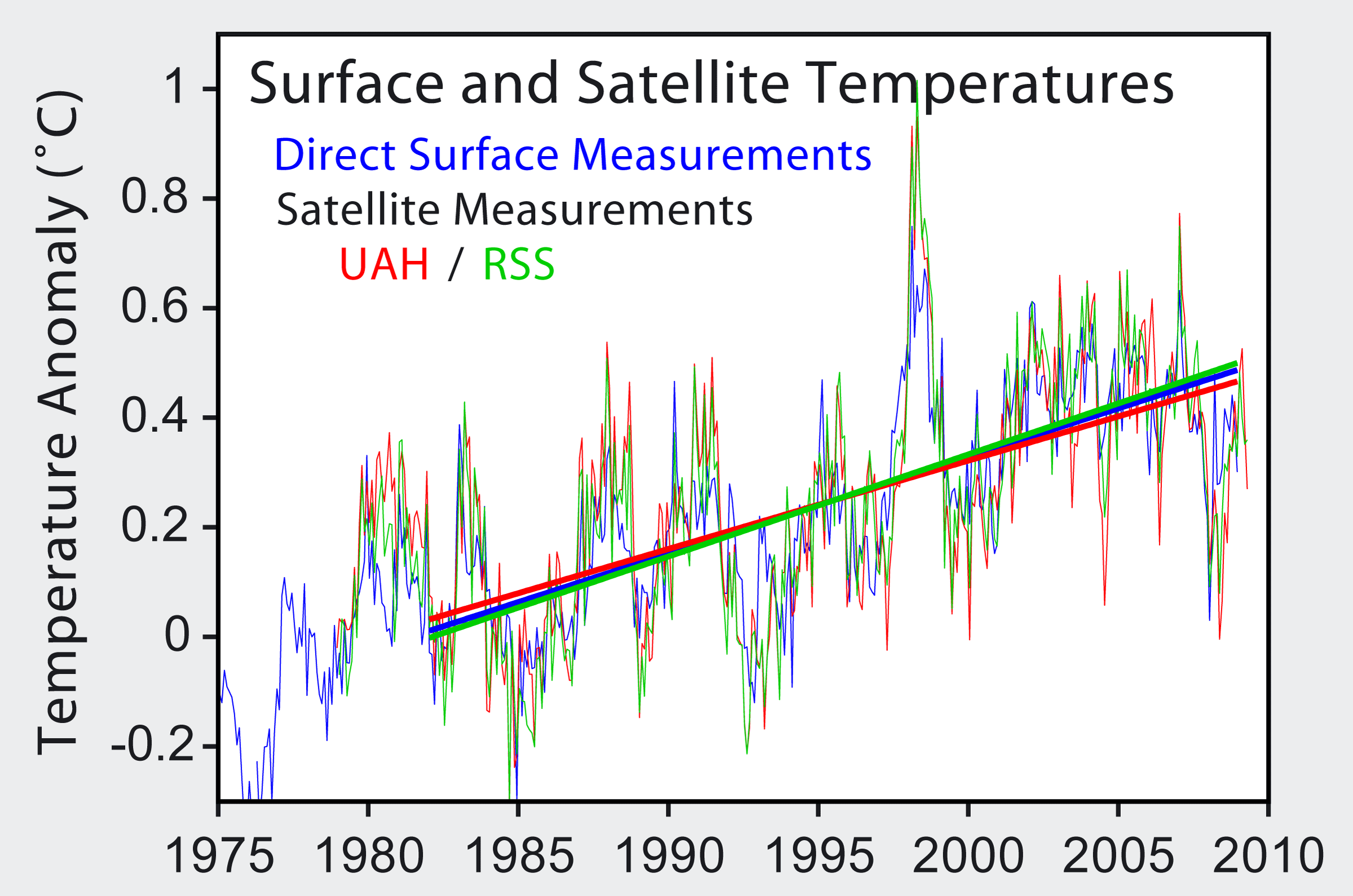
Porównanie pomiarów z Ziemi (niebieska linia) z pomiarami satelitarnymi (czerwona: UAH; zielona: RSS) od 1979

- Poglądy wyrażone w filmie. Hipoteza, że dwutlenek węgla jest gazem cieplarnianym przewiduje, że temperatura troposfery powinna rosnąć najszybciej, ale pomiary satelitarne i z balonów meteorologicznych nie pokazują takiej zależności.
- Reakcje na poglądy wyrażone filmie. Czwarty Raport IPCC stwierdza, że nowa analiza danych z balonów meteorologicznych i pomiarów satelitarnych w niskiej i średniej troposferze pokazuje podobne zmiany temperatury (w ramach błędów pomiarowych). Pomiary te spowodowały, że poprzednie niezgodności pomiarowe już nie istnieją.

### Aktywność Słońca
- Poglądy wyrażone w filmie. Aktywność Słońca jest obecnie wysoka i jest najbardziej prawdopodobnym mechanizmem zmian klimatycznych. Mechanizm zmian związany jest z tworzeniem się chmur przez promieniowanie kosmiczne. Promieniowanie kosmiczne powoduje tworzenie się jąder nukleacji, na których tworzą się chmurowe krople wody lub kryształy chmur lodowych. Wiatr słoneczny, w czasie dużej aktywności Słońca, odchyla promieniowanie kosmiczne od Ziemi. Zmiany aktywności słonecznej (Galactic Cosmic Ray Intensity – GCRI) korelują się znacznie lepiej ze średnią temperaturą na powierzchni Ziemi (Friis-Christensen, E. and Lassen, K., 1991; Svensmark, 2007; zobacz też kosmoklimatologia) niż CO2.

- Reakcje na poglądy wyrażone w filmie. Alan Thorpe, profesor meteorologii z University of Reading oraz główny kierownik UK Natural Environment Research Council, stwierdził w komentarzu do filmu opublikowanym w New Scientist. „Po pierwsze, rozprawmy się z główna tezą filmu, że brak lub obecność promieniowania kosmicznego jest lepszym wytłumaczeniem zmian temperatury niż efekt CO2 lub innych gazów. Nie jest to nowa teza, natomiast jest ona kompletnie błędna; nie ma żadnych wyników, które by potwierdzały, że promienie kosmiczne grają ważną rolę ... Niech sceptycyzm trwa, ale nie igrajmy z faktami...”. Laut (2003) oraz Damon i Laut (2004) opublikowali artykuły krytykujące sposób analizy korelacji promieni kosmicznych z pokrywą chmur na Ziemi w pracach Friis-Christensena i Lassena.

### Para wodna jako gaz cieplarniany
- Poglądy wyrażone w filmie. Para wodna stanowi około 95% wszystkich gazów cieplarnianych i jest najważniejszym składnikiem kontrolującym temperaturę Ziemi poprzez tworzenie się chmur i odbiciem dochodzącego promieniowania słonecznego przez chmury.
- Reakcje na poglądy wyrażone w filmie. Ten pogląd nie jest kwestionowany przez naukowców, ale temperatura atmosfery (zmieniana przez inne gazy cieplarniane) kontroluje ilość pary wodnej (patrz zmiany klimatu) w atmosferze.

### Produkcja dwutlenku węgla

Krzywa Keelinga: Koncentracja dwutlenku węgla (CO_{2}) w atmosferze concentrations jako funkcja czasu. W wynikach nie widać wpływu emisji wulkanów

- Poglądy wyrażone w filmie. Koncentracja dwutlenku węgla w atmosferze jest mała i wynosi około 0,038%. Średnio rocznie człowiek produkuje znacznie mniej CO2 niż wulkany. To znaczy, że wpływ człowieka na klimat poprzez produkcję dwutlenku węgla nie jest istotny.
- Reakcje na poglądy wyrażone w filmie. Obecna emisja CO2 ze spalania paliw kopalnianych i produkcji cementu jest w przybliżeniu 100 razy większa niż emisja wulkaniczna (średnia roczna)[3]. To, że wulkany nie mogą wpływać w istotny sposób na całkowitą emisję CO2 jest oczywiste z bezpośrednich pomiarów CO2 w atmosferze (patrz krzywa Keelinga), które pokazują na stały wzrost CO2 od czasów rewolucji przemysłowej. Poza tym temperatura powietrza może być podatna na zaburzenia i np. pojawienie się niewielkiego wzrostu emisji gazów cieplarnianych powoduje jej dużą zmianę.

### Rola oceanu w emisji CO2
- Poglądy wyrażone w filmie. Ilość dwutlenku węgla wzrasta lub zmniejsza się z zależności od temperatury, a nie odwrotnie – ponieważ oceany absorbują dwutlenek węgla kiedy są zimniejsze i wydzielają dwutlenek węgla kiedy są cieplejsze. Ponieważ oceany pokrywają olbrzymie obszary Ziemi zmiany temperatury w oceanie są bardzo wolne (okres dziesięcioleci lub stuleci). Pomiary rdzeni lodowych na stacji Vostok i w innych miejscach pokazują, że poziom dwutlenku węgla wzrasta 800 lat po zmianie temperatury.
- Reakcje na poglądy wyrażone w filmie. Carl Wunsch, który w filmie dyskutuje rolę oceanów wystosował list protestacyjny do autorów filmu, w którym m.in. pisze: „We fragmencie filmu The Great Climate Change Swindle, w którym opisuję fakt, że oceany emitują dwutlenek węgla kiedy są cieplejsze, chciałem pokazać, że ogrzewanie oceanów jest niebezpieczne – ponieważ są one gigantycznym zbiornikiem dwutlenku węgla. Ale sposób w jaki moja wypowiedź została umieszczona w filmie sprawia wrażenie, że powiedziałem, że olbrzymie ilości dwutlenku węgla w oceanie powodują, że wpływ człowieka nie może być istotny – jest to diametralnie różne od tego co chciałem wyrazić – a chciałem powiedzieć, że globalne ocieplenie jest faktem, i że jest niebezpieczne”. Dyskusja powodów 800-letniego czasu po którym CO2 wzrasta po zmianie temperatury jest opisana w Caillon et al. (2003) i nie jest sprzeczna z hipotezą efektu cieplarnianego. Istotnie CO2 zaczyna rosnąć około 800 lat po rozpoczęciu wzrostu temperatury związanej z końcem epoki lodowcowej. Okresy końca epoki lodowcowej związane są z szybkim ociepleniem i występują co około 100.000 lat. Ostatnia taka zmiana nastąpiła około 20.000 lat temu. Jednak ten fakt nie przeczy hipotezie, że CO2 jest odpowiedzialne za globalne ocieplenie związane z działalnością ludzi. Zmiana temperatury po epoce lodowcowej zajmuje około 5000 lat, pierwsze 800 lat nie jest związane z CO2, ale 4200 może być związane ze wzrostem CO2. Innymi słowy, koncentracja CO2 nie jest jedynym czynnikiem, jaki wpływa na klimat, zmiany w całkowitej ilości energii słonecznej dochodzącej do Ziemi czy zmiany cyrkulacji Oceanu Atlantyckiego (na skali tysięcy lat) są istotnymi czynnikami. CO2 może być przechowane w oceanie w czasie epok lodowcowych i emitowane do atmosfery w sytuacji kiedy klimat się ociepla.

### Średniowieczne optimum klimatyczne
- Poglądy wyrażone w filmie. Obecne ocieplenie nie jest niczym szczególnym i w okresie średniowiecznego optimum klimatycznego temperatury były wyższe niż obecnie. Ten wzrost temperatury był pozytywna zmianą.
- Reakcje na poglądy wyrażone w filmie. Według raportu IPCC, początkowo sądzono, że zmiany temperatury były globalne[4]. Pogląd ten zakwestionowano; raport IPCC podsumował te badania, oświadczając, że „...obecne dowody naukowe nie popierają globalnie synchronicznych okresów nietypowego oziębienia lub ocieplenia w tym przedziale czasowym, a konwencjonalne terminy ‘mała epoka lodowa’ i ‘średniowieczne optimum klimatyczne’ okazują się mieć ograniczoną użyteczność w opisywaniu trendów hemisferycznych lub globalnych zmian temperatury ostatnich stuleciach”[5]. Amerykańska Narodowa Służba Oceaniczna i Meteorologiczna (NOAA) oświadcza, że „idea globalnego lub hemisferycznego ‘średniowiecznego optimum klimatycznego’ cieplejszego niż obecnie okazała się błędna” a te „istniejące pomiary wykazują, że nie było wielosetletnich okresów, w których globalne lub hemisferyczne temperatury były takie same lub cieplejsze niż w XX wieku”[4]. Istniejące pomiary temperatury ze rdzeni lodowych, słojów rocznych i osadów z jezior wykazują, że Ziemia z okresu 1000–1200 n.e. była o 0,03 °C chłodniejsza niż w okresie 1901–1970 n.e.[6] Te same dane wskazują, że najcieplejszym 50-letnim okresem półkuli północnej przed 1900 r. były lata 1146–1195, które były równie ciepłe jak okres 1901-1970. Według dostępnych 71 krzywych paleoklimatycznych zmiany temperatury podczas ostatnich 2000 lat osiągały amplitudę od 0,5 do 4 °C (średnio 1,5–2 °C), gdzie najlepiej zaznaczyły się okresy średniowiecznego optimum klimatycznego i małej epoki lodowej oraz obecne ocieplenie. Wcześniejsze okresy: Dark Age Cold Period („Ciemne Wieki” – ochłodzenie wczesnośredniowieczne) i optimum epoki romańskiej są słabiej zaznaczone[7].